# 塔河湾站
塔河湾站是大连地铁12号线的地铁站，位于中华人民共和国辽宁省大连市旅顺口区龙头街道旅顺南路与新城大街交叉口东侧，于2014年5月1日开通。

## 车站结构
塔河湾站平行于旅顺南路东西设置，为地上三层侧式站台车站，车站地面为设备层，地上二层为站厅层，地上三层为站台层，站台未设置站台门，仅设有简易金属栏杆做遮挡作用。车站东侧设有一条侧向存车线，并在车站西侧与存车线东侧设置两条单渡线。
| 地上三层          | 站台           | \| 側式 · 開右邊车门 \| \| \| \| \| \| █ 12号线往旅顺新港（旅顺） \| \| \| \| █ 12号线往河口（龙王塘） \| \| 側式 · 開右邊车门 \| \| \| |
| 地上二层          | 出入口及站厅   | B出入口、客服中心、自动售票机、验票机                                                                                                   |
| 地面              | 出入口及设备层 | A出入口、车站设备 |
| 側式 · 開右邊车门 |                | |
|                   |                | █ 12号线往旅顺新港（旅顺） |
|                   |                | █ 12号线往河口（龙王塘） |
| 側式 · 開右邊车门 |                | |

## 车站出口
塔河湾站共设2个出口，各出口及周围设施如下所示：
| 出口编号            | 照片 | 出口指示 | 建议前往的目的地                         |
| ------------------- | ---- | -------- | ---------------------------------------- |
| A · 出口            |      | 旅顺南路 | 塔河湾浴场，大连外国语大学，大连医科大学 |
| B · 出口 · （设有） |      | 旅顺南路 | 塔河湾浴场，大连外国语大学，大连医科大学 |
| 图例： 设有         |      |          |                                          |

## 接驳交通

### 公交车
- 塔河湾地铁站：旅顺204路、旅顺205路、地铁快线
- 郭家沟：2002路

## 车站历史
- 2014年5月1日，车站随12号线（时称202路延伸线）通车开通[1]。